# Nahúm Pérez Paz
Nahúm Pérez Paz (Tula de Allende, 1942 - Ciudad de México, 2020) fue un bibliotecario, bibliotecónomo y promotor de lectura mexicano.

## Trayectoria
Fue director de la Escuela Nacional de Biblioteconomía y Archivonomía, presidente de la Asociación Mexicana de Bibliotecarios, A.C. (AMBAC) y fundador de la Biblioteca "Gregorio Torres Quintero", perteneciente a la Universidad Pedagógica Nacional, de la cual también fue director. Promovió las Jornadas Mexicanas de Biblioteconomía.
El Instituto Politécnico Nacional creó la biblioteca infantil "Nahúm Pérez Paz" en su honor.

## Obra
Entre sus obras más destacadas se encuentran:
- La planeación del servicio nacional bibliotecario: proyectos presentados de 1956-1976, 1977
- Plan Nacional de Información y Archivos Públicos, 1995
- El bibliotecario en la formación de conductas lectoras en comunidades infantiles (6-12 años), 2005
- Propuesta de una nueva Ley General de Bibliotecas, 2007
- Los inicios de la educación bibliotecaria: propuesta de talleres para el uso de la colección Libros del Rincón en la escuela primaria, 2005.